# جمیل کرزی
جمیل کرزی (زاده: ۱۳۴۵ کابل) سیاست‌مدار افغانستانی و نماینده مردم کابل در دوره پانزدهم مجلس نمایندگان افغانستان است.

## زندگی‌نامه
جمیل کرزی متولد ۱۳۴۵ از شهر کابل است. وی دارای مدرک تحصیلی بکلوریا/دیپلم است.

## دیگر فعالیت‌ها
- رئیس عمومی حزب همبستگی ملی جوانان افغانستان «همجا».[۱]